# 諾斯菲爾德鎮區 (伊利諾伊州庫克縣)
諾斯菲爾德鎮區（英語：Northfield Township）是位於美國伊利諾伊州庫克縣的一個行政鎮區。

## 地方資料
根據2010年美國人口普查的數據，諾斯菲爾德鎮區的面積為89.72平方千米，當中陸地面積為88.84平方千米，而水域面積為0.88平方千米。當地共有人口87495人，而人口密度為每平方千米975.2人。